# The Folly of Anne
The Folly of Anne er en amerikansk stumfilm fra 1914 af John B. O'Brien.

## Medvirkende
- Elmer Clifton
- Donald Crisp
- Lillian Gish
- W. E. Lawrence